# Andinoacara blombergi
Espèce
Statut de conservation UICN

 LC  : Préoccupation mineure
Andinoacara blombergi est une espèce de poissons d'eau douce de la famille des Cichlidae.

## Répartition
Cette espèce est endémique à l'Équateur. Elle se rencontre dans le bassin du fleuve río Esmeraldas (en) et peut-être également présente dans le rio Santiago adjacent,.

## Description
Andinoacara blombergi peut mesurer jusqu'à 107 mm, queue non comprise et son poids maximal enregistré est de 48,95 g.

## Systématique
Le nom valide complet (avec auteur) de ce taxon est Andinoacara blombergi Wijkmark (d), Kullander & Barriga Salazar (d), 2012,.

### Étymologie
Son épithète spécifique, blombergi, lui a été donnée en l'honneur de Rolf Blomberg (d) (1912-1996), en reconnaissance de son œuvre en tant qu'explorateur, écrivain, photographe et vidéaste.

### Publication originale
- (en) Nicklas Wijkmark, Sven O. Kullander et Ramiro E. Barriga Salazar, « Andinoacara blombergi, a new species from the río Esmeraldas basin in Ecuador and a review of A. rivulatus (Teleostei: Cichlidae) », Ichthyological Exploration of Freshwaters, Verlag Dr. Friedrich Pfeil (d), vol. 23, no 2,‎ 1er octobre 2012, p. 117-137 (ISSN 0936-9902, lire en ligne).